# Rösli Rominger
Rösli Rominger, švicarska alpska smučarka.
Nastopila je na Svetovnem prvenstvu 1934 v St. Moritzu, kjer je osvojila bronasto medaljo v slalomu in šesto mesto v kombinaciji.